# Solanum bullatum
Solanum bullatum là một loài thực vật thuộc họ Solanaceae. Đây là loài đặc hữu của Brasil.